# Lepanthes wrightii
Lepanthes wrightii är en orkidéart som beskrevs av Heinrich Gustav Reichenbach. Lepanthes wrightii ingår i släktet Lepanthes och familjen orkidéer.
Artens utbredningsområde är Kuba. Inga underarter finns listade i Catalogue of Life.